# Vladimír Boudník

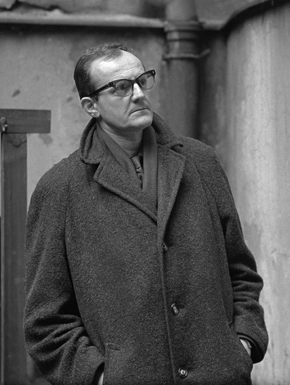
Vladimír Boudník in den 1960er-Jahren, Portrait von Karel Kuklík

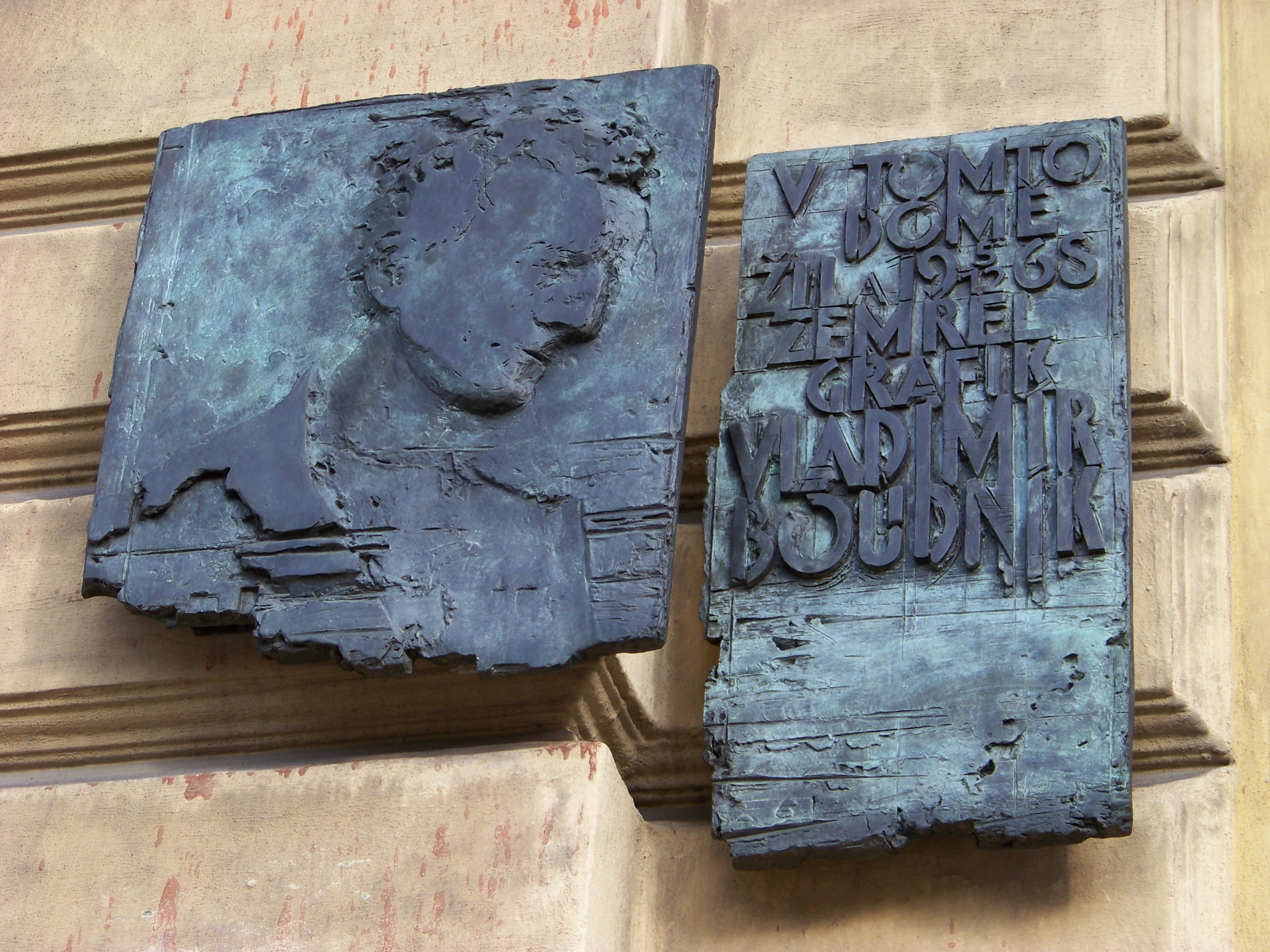
Gedenktafel in Prag-Žižkov

Vladimír Boudník (* 17. März 1924 in Prag; † 5. Dezember 1968 ebenda) war ein tschechischer Maler und Grafiker.

## Leben und Werk
Boudník machte eine Lehre als Werkzeugmacher und im Zweiten Weltkrieg wurde er zu NS-Zwangsarbeit abkommandiert, eine Erfahrung, die zu einem lebenslangen Trauma führte. Nach dem Krieg absolvierte er die staatliche Grafikschule. Er arbeitete beim Industriebetrieb ČKD in Prag-Vysočany, zunächst in der Werbung, später als Werkzeugmacher und Maschinenzeichner.
Im Anschluss an die Ideen Jackson Pollocks versuchte er diesen zugleich zu übertreffen und verfasste er drei Manifeste des „Explosionalismus“. Sein künstlerisches Schaffen konzentrierte er auf die Arbeit mit Matrizen und Pressen, sein bevorzugtes Material waren Metalle, die er mechanisch und chemisch bearbeitete.
Boudník entwickelte ungewöhnliche und originelle Techniken, wie z. B. magnetische Grafiken. Auf Platten aus Eisenblech hatte er Metallspäne verteilt und diese mit einem Magneten in Magnetfeldlinien angeordnet, dann diese mit Lack fixiert, mit Farbe eingerieben und damit Grafiken angefertigt. 
Für seine strukturelle Grafiken hat er in der gleichen Art und Weise Sand, Schnur- oder Stoffreste verwendet. Im Geist seines Explosionalismus, dessen drei Manifeste er ständig in Tschechien und im Ausland verteilte, hatte er auch bei Happenings in den Straßen von Prag seine Werke geschaffen. An den Wänden der schäbigen Häuser der Peripherie hat er zum Erstaunen der Passanten zufällige Flecke wie abgeplatzten Verputz in abstrakte Zeichnungen umgewandelt.
Sein graphischen Blätter hat er nicht verkauft, sondern nach Hunderten seinen Freunden aus dem Prager Underground oder seinen Arbeitskollegen verschenkt. In der Cafeteria der Fabrik, wo er gearbeitet hatte, organisierte er auch seine erste Ausstellung, eine der wenigen, die zu seiner Lebzeiten stattfand.
Boudník beging 1968 im Alter von 44 Jahren Selbstmord.
Boudník war eng befreundet mit dem Schriftsteller Bohumil Hrabal, welcher ihm in verschiedenen literarischen Texten ein Denkmal setzte, so in Der sanfte Barbar, Der Dandy im Schlosseranzug (in der Sammlung Leben ohne Smoking) oder in der Trilogie Hochzeiten im Hause (vor allem im zweiten und dritten Teil Vita nuova und Ich dachte an die goldenen Zeiten).